# Trophée Gazet van Antwerpen 1994-1995
Navigation
1993-1994 1995-1996
Le Trophée Gazet van Antwerpen 1994-1995 est la 8e édition du Trophée Gazet van Antwerpen, compétition de cyclo-cross organisée par le quotidien belge néerlandophone Gazet van Antwerpen.

## Résultats
| Date        | Lieu                                       | Vainqueur        | Deuxième            | Troisième          |
| ----------- | ------------------------------------------ | ---------------- | ------------------- | ------------------ |
| 4 octobre   | Lille - Krawatencross                      | Paul Herijgers   | Marc Janssens       | Peter Willemsens   |
| 22 octobre  | Hoogstraten - Vlaamse Aardbeiencross       | Peter Willemsens | Paul Herijgers      | Arne Daelmans      |
| 11 novembre | Niel - Jaarmarktcross                      | Paul Herijgers   | Richard Groenendaal | Peter Willemsens   |
| 3 décembre  | Essen - GP Rouwmoer                        | Paul Herijgers   | Peter Willemsens    | Hans Wuyts         |
| 10 décembre | Ravels                                     | Arne Daelmans    | Alex Moonen         | Hans Wuyts         |
| 17 décembre | Kalmthout - Vlaamse Industrieprijs Bosduin | Paul Herijgers   | Peter Willemsens    | Adrie van der Poel |
| 24 décembre | Rijkevorsel                                | Paul Herijgers   | Radomír Šimůnek     | Peter Willemsens   |
| 12 février  | Oostmalle - Internationale Sluitingsprijs  | Paul Herijgers   | Richard Groenendaal | Arne Daelmans      |

## Classement final
| #   | Coureur          | Points |
| --- | ---------------- | ------ |
| 1.  | Paul Herijgers   | 242    |
| 2.  | Peter Willemsens | 210    |
| 3.  | Arne Daelmans    | 186    |
| 4.  | Alex Moonen      | 183    |
| 5.  | Hans Wuyts       | 163    |
| 6.  | Danny De Bie     | 150    |
| 7.  | Jan Van Donink   | 146    |
| 8.  | Dirk Pauwels     | 136    |
| 9.  | Erwin Vervecken  | 135    |
| 10. | David Willemsens | 134    |

## Résultats détaillés
| #  | Coureur          | Temps   |
| -- | ---------------- | ------- |
| 1  | Paul Herijgers   | inconnu |
| 2  | Marc Janssens    |         |
| 3  | Peter Willemsens |         |
| 4  | Arne Daelmans    |         |
| 5  | Alex Moonen      |         |
| 6  | Frank Van Bakel  |         |
| 7  | Kris Wouters     |         |
| 8  | Erwin Vervecken  |         |
| 9  | Danny De Bie     |         |
| 10 | Dirk Pauwels     |         |

| #  | Coureur             | Temps   |
| -- | ------------------- | ------- |
| 1  | Peter Willemsens    | inconnu |
| 2  | Paul Herijgers      |         |
| 3  | Arne Daelmans       |         |
| 4  | Alex Moonen         |         |
| 5  | Jan Van Donink      |         |
| 6  | Dirk Pauwels        |         |
| 7  | Danny De Bie        |         |
| 8  | Peter Van Santvliet |         |
| 9  | Richard Groenendaal |         |
| 10 | Jurgen De Wit       |         |

| #  | Coureur             | Temps   |
| -- | ------------------- | ------- |
| 1  | Paul Herijgers      | inconnu |
| 2  | Richard Groenendaal |         |
| 3  | Peter Willemsens    |         |
| 4  | Adrie van der Poel  |         |
| 5  | Pascal Van Riet     |         |
| 6  | Erwin Vervecken     |         |
| 7  | Dirk Pauwels        |         |
| 8  | Nico Clarysse       |         |
| 9  | Alex Moonen         |         |
| 10 | Peter De Maere      |         |

| #  | Coureur              | Temps   |
| -- | -------------------- | ------- |
| 1  | Paul Herijgers       | inconnu |
| 2  | Peter Willemsens     |         |
| 3  | Hans Wuyts           |         |
| 4  | Alex Moonen          |         |
| 5  | Jan Van Donink       |         |
| 6  | Danny De Bie         |         |
| 7  | Erwin Vervecken      |         |
| 8  | Arne Daelmans        |         |
| 9  | Gustaaf Van Bouwel   |         |
| 10 | Peter Van Den Abeele |         |

| #  | Coureur            | Temps   |
| -- | ------------------ | ------- |
| 1  | Arne Daelmans      | inconnu |
| 2  | Alex Moonen        |         |
| 3  | Hans Wuyts         |         |
| 4  | David Willemsens   |         |
| 5  | Gustaaf Van Bouwel |         |
| 6  | Rudy Thielemans    |         |
| 7  | Erwin Bollen       |         |
| 8  | Kris Wouters       |         |
| 9  | Dirk Pauwels       |         |
| 10 | Patrick Sluyts     |         |

| #  | Coureur            | Temps   |
| -- | ------------------ | ------- |
| 1  | Paul Herijgers     | inconnu |
| 2  | Peter Willemsens   |         |
| 3  | Adrie van der Poel |         |
| 4  | Jan Van Donink     |         |
| 5  | Erwin Vervecken    |         |
| 6  | Dirk Pauwels       |         |
| 7  | Rudi Van de Sompel |         |
| 8  | Hans Wuyts         |         |
| 9  | David Willemsens   |         |
| 10 | Alex Moonen        |         |

| #  | Coureur              | Temps   |
| -- | -------------------- | ------- |
| 1  | Paul Herijgers       | inconnu |
| 2  | Radomír Šimůnek      |         |
| 3  | Peter Willemsens     |         |
| 4  | Adrie van der Poel   |         |
| 5  | Arne Daelmans        |         |
| 6  | Peter Van Den Abeele |         |
| 7  | Jan Van Donink       |         |
| 8  | Danny De Bie         |         |
| 9  | Alex Moonen          |         |
| 10 | Richard Groenendaal  |         |

| #  | Coureur             | Temps   |
| -- | ------------------- | ------- |
| 1  | Paul Herijgers      | inconnu |
| 2  | Richard Groenendaal |         |
| 3  | Arne Daelmans       |         |
| 4  | Alex Moonen         |         |
| 5  | Jan Van Donink      |         |
| 6  | David Willemsens    |         |
| 7  | Peter Willemsens    |         |
| 8  | Erwin Vervecken     |         |
| 9  | Hans Wuyts          |         |
| 10 | Gustaaf Van Bouwel  |         |